# 张桂柏
张桂柏（1958年7月—），江苏盐城人，汉族，中华人民共和国政治人物、第十二届全国人民代表大会云南地区代表。
毕业于云南师范大学行政管理专业。加入中国共产党。2013年，担任全国人大代表。